# Abd-al-Qàdir ibn Úmar al-Baghdadí
Abd-al-Qàdir ibn Úmar al-Baghdadí (Bagdad, 1621-el Caire, 1682) fou un filòleg àrab. Estudià a Bagdad, on el 1634 va començar la lluita entre safàvides i otomans. El 1638 la ciutat fou ocupada pels turcs i Abd-al-Qàdir va anar a Damasc, on va estudiar àrab. El 1640 va anar a viure al Caire. Al final de la seva vida va quedar cec.
Les seves obres principals són: Khizanat al-àdab wa-lubb lissan al-àrab, un comentari dels Xawàhid, una glossa de Xark Banat Suad d'Ibn Hixam, Lughat-i Shah-nama i Xarh al-tukfa aix-xadiyya bi-l-lugha al-arabiyya.